# Trökörna församling
Trökörna församling är en församling i Skara-Barne kontrakt i Skara stift. Församlingen ligger i Grästorps kommun i Västra Götalands län och ingår i Grästorps pastorat. 

## Administrativ historik
Församlingen har medeltida ursprung. 
Församlingen var till 2002 annexförsamling i pastoratet Tengene, Trökörna, Hyringa, Malma och Längnum som till 1646 även omfattade Främmestads och Bärebergs församlingar. Församlingen ingår sedan 2002 i Grästorps pastorat.

## Kyrkor
- Trökörna kyrka